# Pratinidhi Sabha

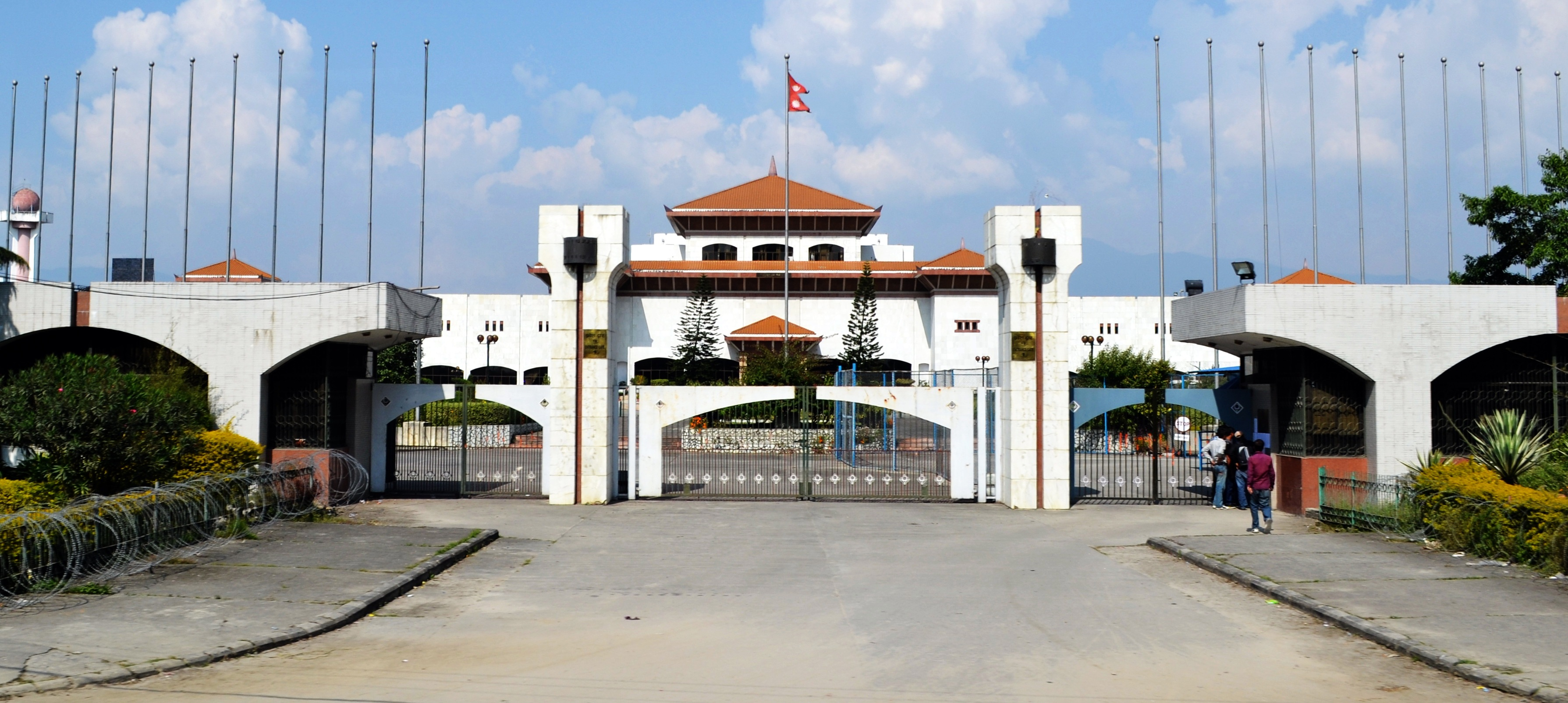
International Convention Centre in Kathmandu, Sitz des Parlaments Nepals

Das Pratinidhi Sabha (Nepali प्रतिनिधि सभा, deutsch: Repräsentantenhaus) ist das Unterhaus des Parlaments von Nepal, des Sanghiya Sansad. 

## Geschichte
Das Repräsentantenhaus, das 1999 gewählt wurde, wurde im Mai 2002 wegen vorgezogener Parlamentswahlen aufgelöst. Nachdem maoistische Rebellen gedroht hatten, die Wahlen zu stören, bat Premierminister Sher Bahadur Deuba den König, die Wahlen um ein Jahr zu verschieben. Der König entließ daraufhin die Regierung und verschob die Wahlen auf unbestimmte Zeit. Im Februar 2005 übernahm König Gyanendra die direkte Macht über das Königreich und beschuldigte die Regierung, keine Vorkehrungen für die Parlamentswahlen getroffen zu haben. Das Parlament konnte nicht zusammentreten, da die damalige Verfassung vorsah, dass die Nationalversammlung, das Oberhaus, nicht ohne das Repräsentantenhaus einberufen werden durfte. Im April 2006 stimmte König Gyanendra nach einer Welle von Straßenprotesten, die Neuwahlen forderten, zu, das Repräsentantenhaus einzuberufen.
Nach zahlreichen Verschiebungen wurde im Januar 2007 vom Repräsentantenhaus eine Übergangsverfassung verabschiedet. Das Repräsentantenhaus löste sich dann zugunsten einer 330-köpfigen verfassunggebenden Versammlung auf. Diese Versammlung, die im April 2008 gewählt wurde, übernahm die Funktion eines Übergangsparlaments. Trotz wiederholter Verlängerungen ihrer zweijährigen Amtszeit konnte sich die erste Verfassunggebende Versammlung nicht auf eine neue Verfassung im Rahmen der Transformation Nepals von einem Königreich zu einer Republik einigen. Die Wahlen zur zweiten Verfassunggebenden Versammlung fanden im November 2013 statt, und 2015 wurde die neue Verfassung verabschiedet. Gemäß den Übergangsbestimmungen nahm die Verfassunggebende Versammlung am 20. September 2015 bis zu Neuwahlen die Rolle des regulären Parlaments ein. Diese fanden am 26. November 2017 und 7. Dezember 2017 statt.

## Wahlsystem
Im Repräsentantenhaus sitzen insgesamt 275 Abgeordnete, von denen 165 Abgeordnete nach dem Mehrheitswahlsystem und 110 weitere in einer Verhältniswahl gewählt werden. Die Parteien, die Kandidaten für die Verhältniswahl aufstellen, sind verpflichtet, die Vertretung von Frauen und einer Reihe sozialer, ethnischer und religiöser Gruppen sicherzustellen. Frauen sollten mindestens ein Drittel der Gesamtzahl der gewählten Abgeordneten jeder Partei im Bundesparlament ausmachen. Für den Fall, dass eine Partei diese Zahl im Rahmen der Mehrheitswahl nicht erreicht, muss sie mehr Frauen im Rahmen der Verhältniswahl aufstellen, um sicherzustellen, dass ein Drittel ihrer insgesamt gewählten Kandidaten Frauen sind.
Für die Mehrheitswahl wird das Land in 165 Wahlkreise eingeteilt. Diese Einteilung soll neben geografischen auch ethnische Gesichtspunkte berücksichtigen.
Die Legislaturperiode beträgt fünf Jahre.

## Wahlen
- 2017: Das Wahlbündnis zwischen der Kommunistischen Partei Nepals (Marxisten-Leninisten) (CPN-UML) und der Kommunistischen Partei Nepals (Maoisten) (CPN-MC) gewann die Wahl und erreichte mit insgesamt 174 Mandaten fast eine Zweidrittelmehrheit. Neuer Ministerpräsident wurde Khadga Prasad Oli von der CPN-UML.